# Holding Out for a Hero
Holding Out for a Hero è un singolo della cantante britannica Bonnie Tyler, pubblicato nel 1984 come estratto dall'album Secret Dreams and Forbidden Fire e facente parte della colonna sonora del film Footloose.
Il singolo è conosciuto anche con il titolo errato I Need a Hero.

## Descrizione
Autori del brano sono Jim Steinman e Dean Pitchford. Il singolo fu prodotto da Jim Steinman.
Il testo parla di una donna che sogna accanto a sé (e non solo) un uomo forte, insomma un vero eroe d'altri tempi, che sappia affrontare ogni difficoltà.

## Video musicale
Nel video musicale compaiono figure femminili vestite di bianco e un edificio in fiamme di fronte al quale Bonnie Tyler canta in ginocchio la canzone. Nell'edificio entrano poi alcuni cowboy.

## Tracce
7"
1. Holding Out for a Hero – 4:29
2. Faster Than the Speed of Night – 4:40

Durata totale: 9:09
7"
1. Holding Out for a Hero – 4:29
2. Going Through the Motions – 4:05

Durata totale: 8:34
12"
1. Holding Out for a Hero – 6:19
2. Holding Out for a Hero (Instrumental) – 5:15
3. Faster Than the Speed of Night – 4:40

Durata totale: 16:14
CD singolo
1. Holding Out for a Hero – 4:29
2. Faster Than the Speed of Night – 4:40
3. Total Eclipse of the Heart – 6:49

Durata totale: 15:58

## Classifiche

### Classifiche settimanali
| Classifica (1984/85) | Posizione massima |
| -------------------- | ----------------- |
| Australia            | 44                |
| Austria              | 19                |
| Canada               | 19                |
| Finlandia            | 8                 |
| Germania             | 19                |
| Irlanda              | 1                 |
| Italia               | 30                |
| Nuova Zelanda        | 33                |
| Regno Unito          | 2                 |
| Stati Uniti          | 34                |
| Svezia               | 19                |

### Classifiche di fine anno
| Classifica (1985) | Posizione |
| ----------------- | --------- |
| Regno Unito       | 31        |

## Nella cultura di massa
La canzone è presente nelle scene finali di Corto Circuito, film di fantascienza del 1986 diretto da John Badham.
La canzone, cantata per l'occasione dalla Fata Madrina (Jennifer Saunders), è presente nel film di animazione del 2004 Shrek 2 di Andrew Adamson, Kelly Asbury e Conrad Vernon.
Un estratto del brano accompagna il primo trailer della serie di animazione del 2021 Masters of the Universe: Revelation.
In Super Mario Bros. - Il film mentre Mario affronta un percorso ad ostacoli si può udire la canzone.
Nel secondo episodio della miniserie Knuckles, il piano immaginato da Wade per salvare Knuckles è accompagnato dalla canzone